# Grande Exposição

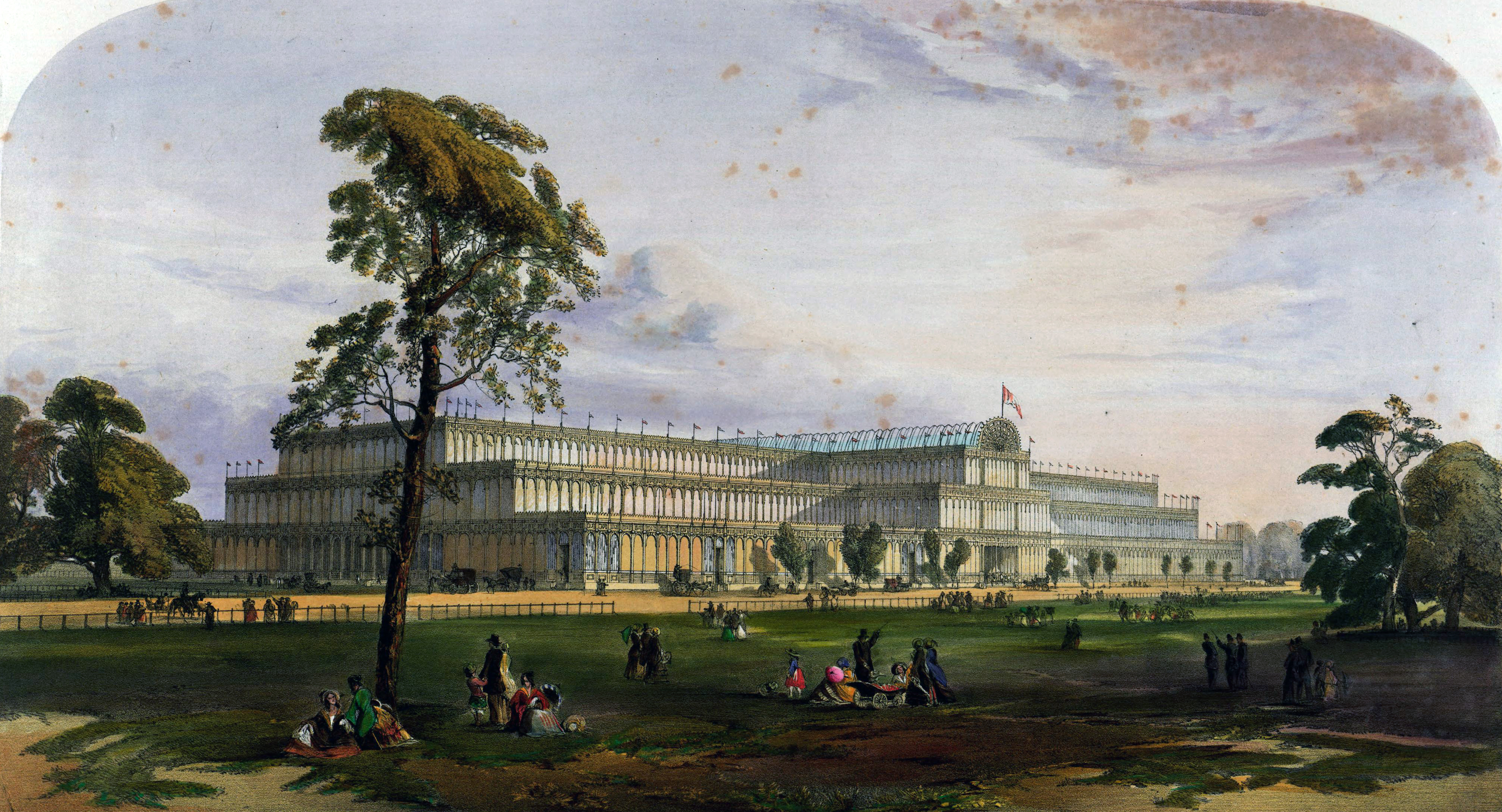
The Great Exhibition of the Works of Industry of all Nations
Hyde Park - 1851.

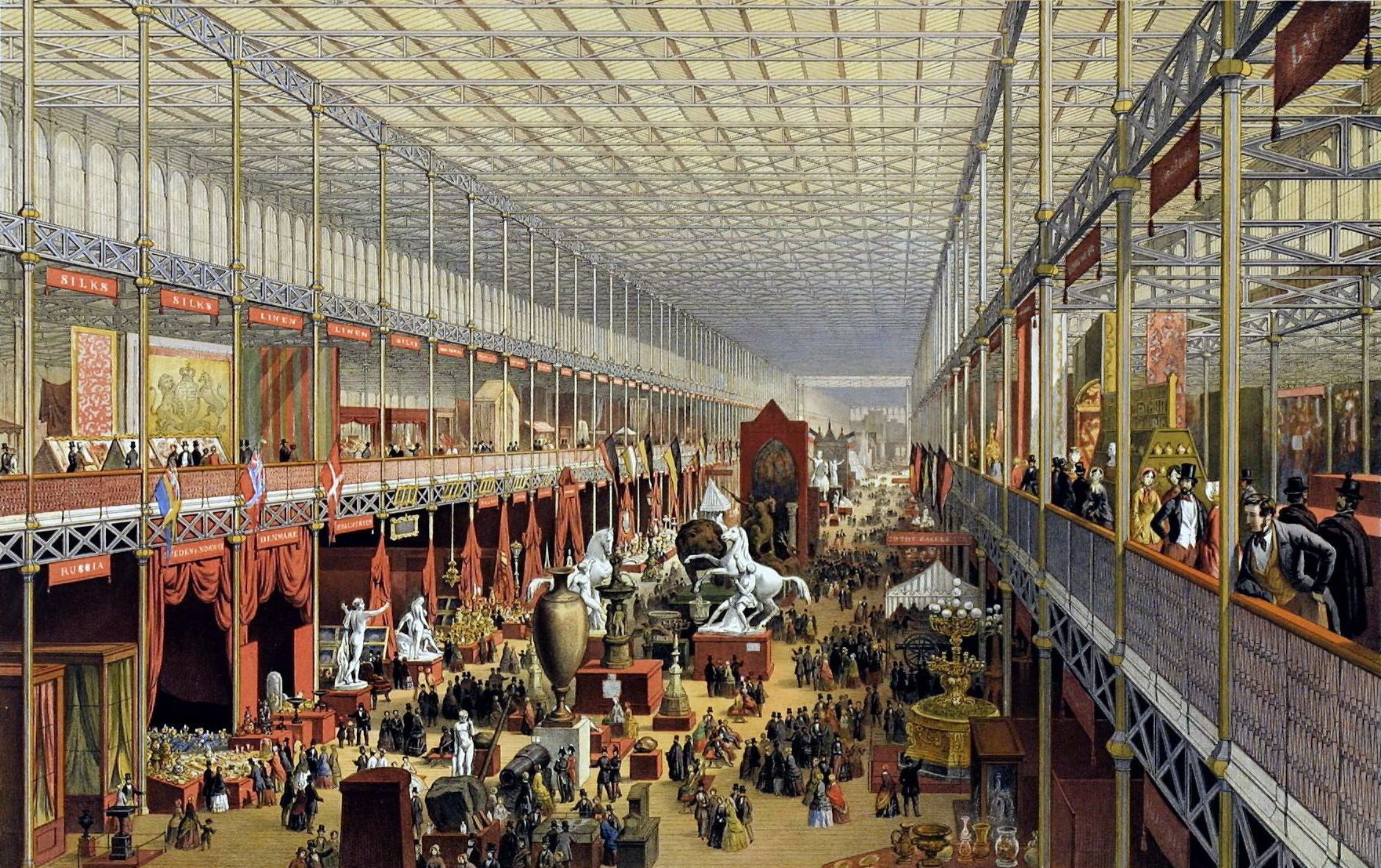
The Crystal Palace.

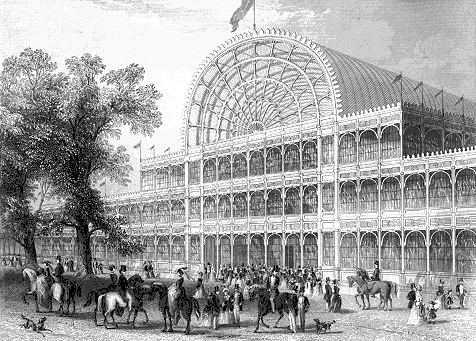
Entrada principal.

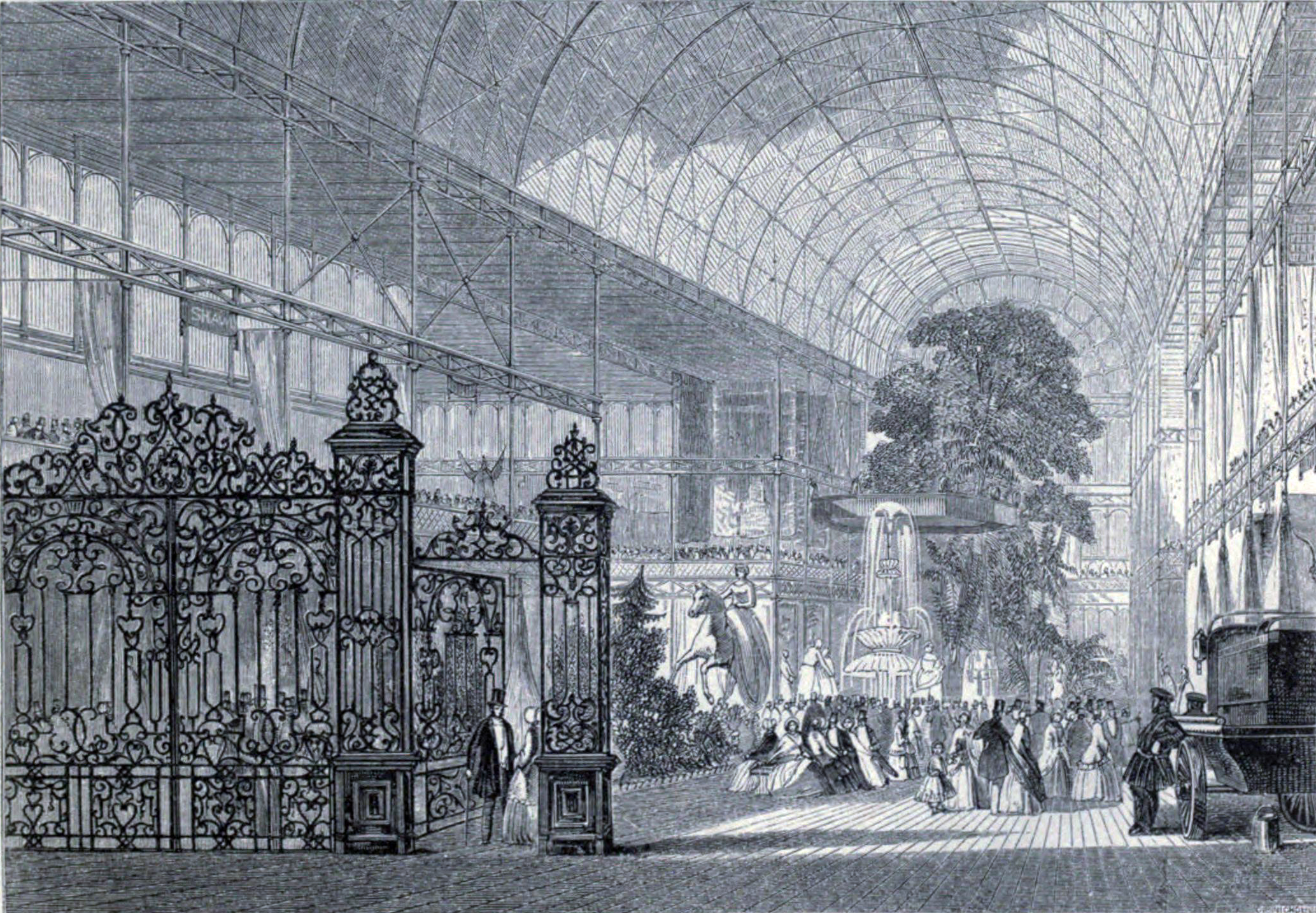
Paxton's "Crystal Palace" abrigou árvores existentes no Hyde Park.

Grande Exposição, (em inglês Great Exhibition of the Works of Industry of all Nations) foi uma exposição universal celebrada em 1851.

## O início
A organização de pequenas feiras nacionais, bastante limitadas pelos produtos expostos, começaram a atrair uma grande massa de potenciais interessados. Estava dado o primeiro passo para a Grande Exposição de Londres de 1851. Patrocinada pelo Príncipe Alberto de Saxe-Coburgo-Gota, Henry Cole e Francis Henry.

## Abertura
A 1º de maio de 1851 abriu-se ao público, em Londres, “A Grande Exposição dos Trabalhos da Indústria de Todas as Nações”. Uma data que ficará na história por ser a primeira exposição internacional de indústria. No dizer empolgado de Gibbs-Smith: “Pela primeira vez na história do mundo, os homens das Artes, Ciência e Comércio foram autorizados pelos seus respectivos governos a reunir-se para discutirem e promoverem os objetivos para os quais as nações civilizadas existem”.
O Reino Unido da Grã-Bretanha e da Irlanda, com a Exposição do Palácio de Cristal de 1851, inicia o período mais áureo da sua história como a nação mais poderosa do globo, dona de uma frota naval maior do que a de todo o resto do planeta reunido. Uma realidade de que os Ingleses tinham plena consciência e que lhes dava uma confiança suprema na sua nação e nas suas instituições.
Dentro de cada seção nacional, incluindo a britânica, a comissão tinha igualmente regulamentada a divisão e distribuição dos objetos por seções: maquinaria, a norte; matérias-primas e produtos agrícolas, ao sul; e, por fim, os produtos artísticos e manufaturados, no meio. Cada seção era da responsabilidade do seu comissário ou agente nacional.

## Inovação
Um dos objetos que mais chamaram a atenção, pela sua versatilidade, foi um martelo movido a vapor, de autoria de Nasmith, que tanto era capaz de partir a casca de um ovo como o ferro mais resistente. Mais à frente, o Illustrated London News, era impresso ao ritmo de cinco mil exemplares por hora pela impressora de Aplegarth & Cowper.
Ao término da Exposição de 1851, o Palácio de Cristal, uma joia dos primórdios da arquitetura do ferro e uma das construções mais notáveis da época vitoriana, foi integralmente desmontado e transferido para Sydenham, na periferia sul de Londres - um local que passaria a ser conhecido por Crystal Palace, onde viria a ser destruído por um incêndio em 1936.

## Sucesso
A Grande Exposição dos Trabalhos da Indústria de Todas as Nações obteve, de fato, um sucesso estrondoso. Durante os cento e quarenta dias em que esteve aberta ao público, foi visitada por mais de seis milhões de visitantes e teve de lucro cento e oitenta e seis mil libras. Um feito notável, se nos recordarmos que a Grã-Bretanha não tinha experiência na organização de grandes exposições, nem sequer de caráter nacional. O êxito da Exposição de 1851 inaugurou o calendário das exposições internacionais - em 1855 realizar-se-ia a II Exposição Internacional, em Paris.
O sucesso da Exposição de 1851 deve atribuir-se ao bom planejamento e dedicação dos seus promotores e organizadores, ao projeto arquitetônico, que tanto impressionou os visitantes, e à exposição propriamente dita - os objetos maravilhosos, impressionantes, estranhos, valiosos, ridículos, científicos, inovadores, ingênuos até, que tanto interessaram o público visitante, que diariamente dificultou o trabalho da polícia encarregada de encerrar os portões do palácio.

## Liga das Nações
A exposição seria o primeiro fórum internacional do mundo moderno. Este conceito traduzido para o campo político viria dar origem à Liga das Nações, e às Nações Unidas, embora a necessidade destes organismos só fosse provada após as duas guerras mundiais.